# Fuente de Diana (París)
La fuente Diana, también llamada fuente Le Doyen, se encuentra en la parte sur de los jardines de los Campos Elíseos, cerca del restaurante Ledoyen y cerca de la Place de la Concorde en el VIII Distrito de París.

## Historia
Poco después de completar las fuentes del Concorde, Jacques Hittorff construyó cuatro fuentes adicionales en las plazas de los jardines de los Campos Elíseos. La fuente de Diana es una de ellas, fue construida en 1840. Las proporciones y formas de la fuente reflejan perfectamente las obras realizadas durante la Restauración y la Monarquía de Julio.

## Descripción
La pila circular de la fuente, el pedestal con decoración en forma de conchas y la pila sostenida por los delfines adornados con hojas de palma y las cabezas de leones escupiendo agua, son idénticas a las otras tres fuentes instaladas en los jardines de los Campos. -Élysées de Jacques Hittorff :
- la fuente de la Grille du Coq
- la fuente del circo
- y la Fuente de los Embajadores

Solo las partes superiores divergen, está adornada con una escultura de Diana Cazadora realizada por Louis Desprez, Prix de Rome en 1826. De pie sobre un macizo de juncos, Diana con el torso desnudo se levanta el vestido. La fuente tiene un gran cuenco de piedra colocado sobre un pedestal octogonal de bronce decorado con cuatro delfines y hojas. El agua brota a los pies de Diana y cae de la gran pila decorada con doce máscaras en efigie de cabezas de león, adornadas con óvulos, entrelazados y follaje, que complementan las cabezas de león. El agua sale a borbotones silenciosamente, en un fino chorro que vuelve a caer en el gran estanque.

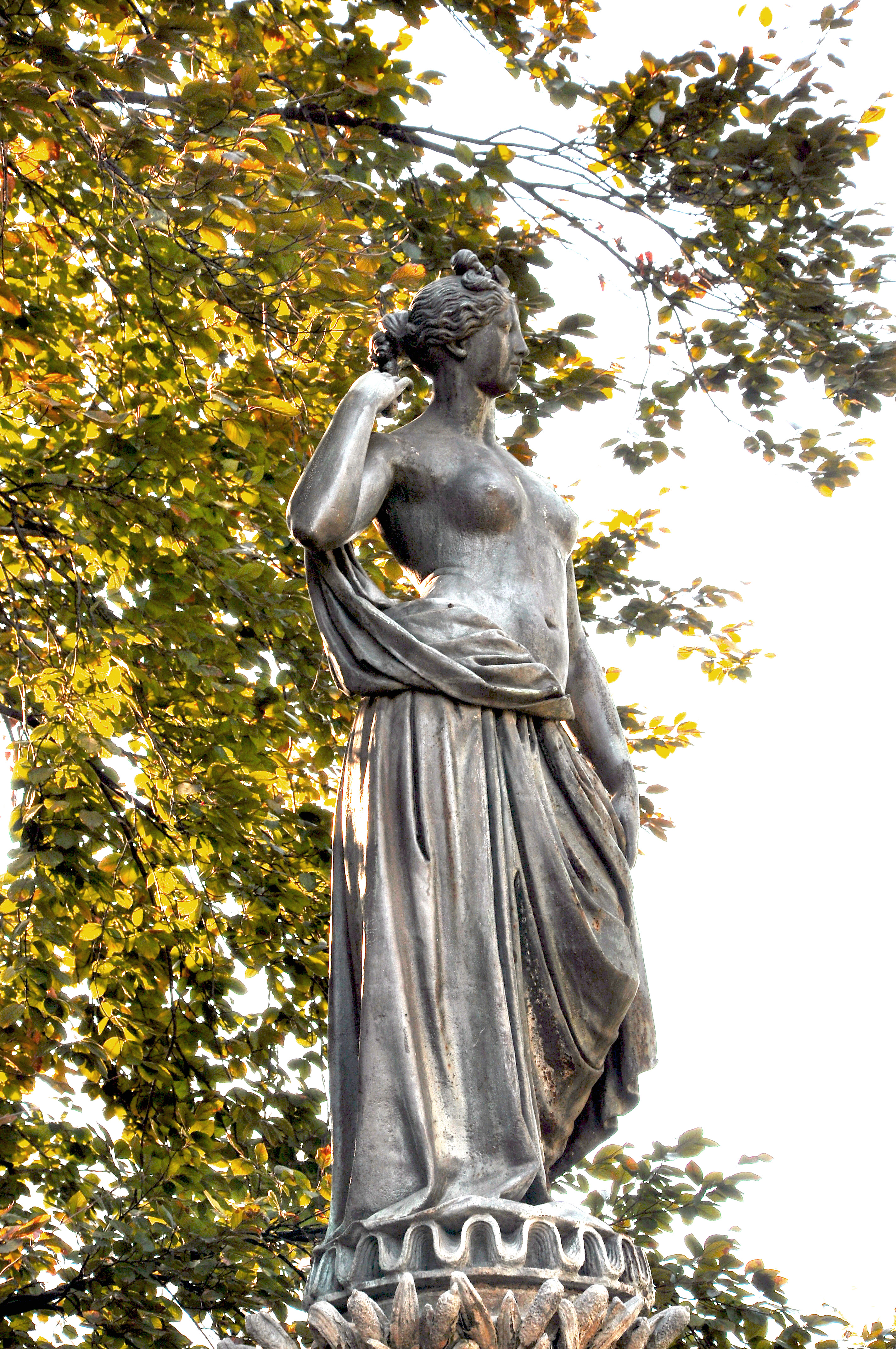
Estatua de Diana.
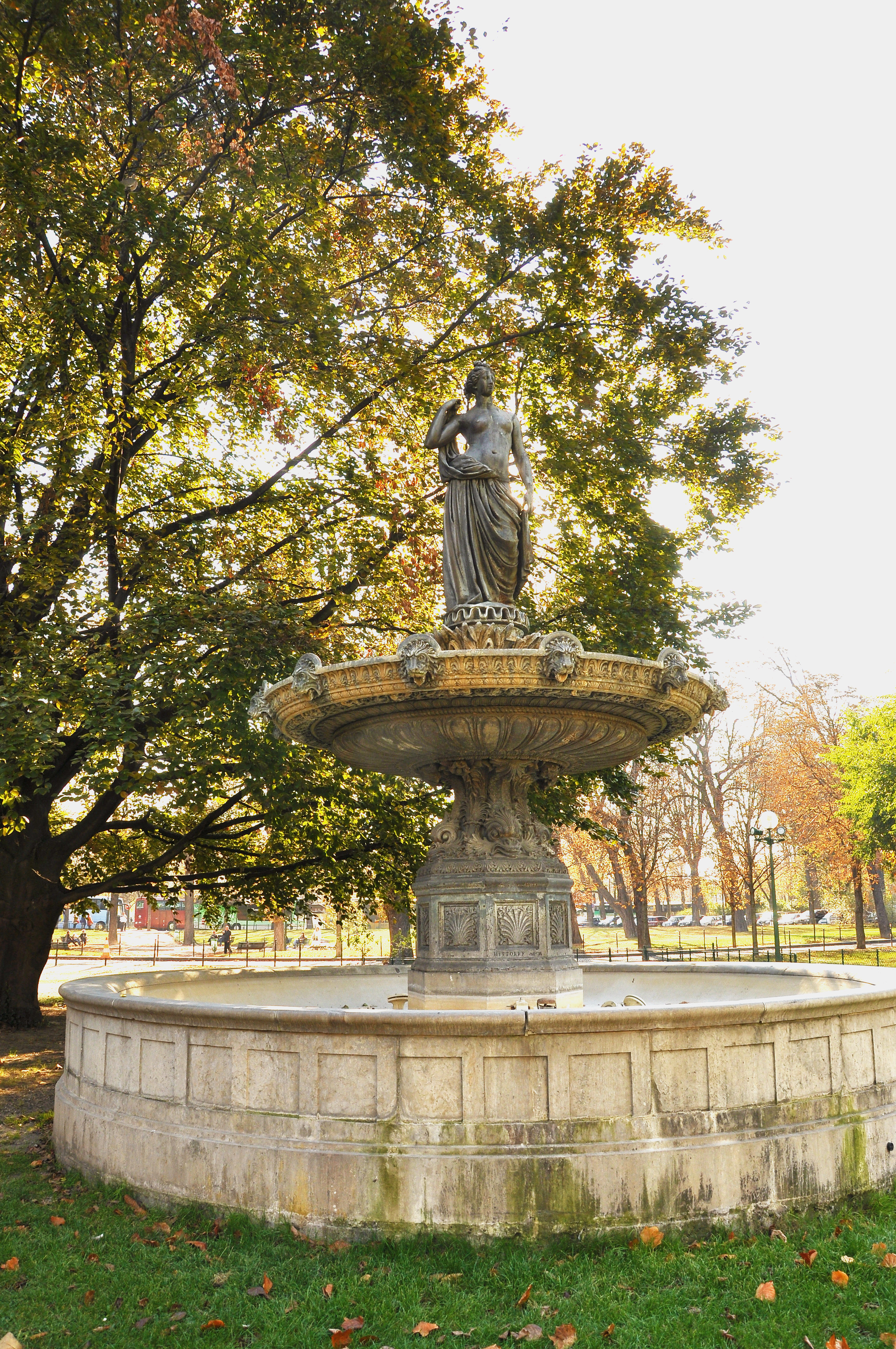
Visión general.